# Liste der Äbte von Admont
Die folgenden Personen waren Äbte des Stiftes Admont:
- 1. 1074–1075 Arnold, Administrator aus St. Peter in Salzburg
- 2. 1075–1091 Isingrim, aus St. Peter in Salzburg
- 3. 1091–1101 Giselbert, aus Hirsau
- 4. 1102–1103 Wecilo, aus Michaelsberg
- 5. 1103–1112 Heinrich I., aus Kremsmünster
- 6. 1112–1115 Otto, Prior und Administrator
- 7. 1115–1137 Wolfhold, aus St. Georgen/Schwarzwald
- 8. 1138–1165 Gottfried I., aus St. Georgen/Schw.
- 9. 1165–1171 Liutold, 1. Abt aus dem Admonter Konvent
- 10. 1171–1172 Rudolf I., aus St. Lambrecht
- 11. 1172–1177 Irimbert
- 12. 1178–1189 Isenrik, aus Biburg
- 13. 1189–1199 Rudolf II.
- 14. 1199–1202 Johannes I.
- 15. 1202–1205 Rüdiger
- 16. 1205–1207 Wolfram
- 17. 1207–1226 Gottfried II.
- 18. 1226–1229 Wichpoto
- 19. 1229–1231 Berthold I.
- 20. 1231–1242 Konrad
- 21. 1242–1259 Berthold II.
- 22. 1259–1262 Friedrich
- 23. 1262–1268 Ulrich I. Zant
- 24. 1268–1275 Albert I.
- 25. 1275–1297 Heinrich II.
- 26. 1297–1327 Engelbert
- 27. 1327–1338 Eckard von Lauterbeck
- 28. 1338–1359 Ulrich II. Welzer
- 29. 1359–1360 Leo von Admont
- 30. 1360–1361 Johannes II.
- 31. 1361–1384 Albert II. von Lauterbeck
- 32. 1384–1391 Wilhelm von Reisberg
- 33. 1391–1411 Hartnid Gleusser
- 34. 1411–1423 Georg Lueger
- 35. 1423–1466 Andreas von Stettheim
- 36. 1466–1483 Johannes III. von Trauttmansdorff
- 37. 1483–1491 Antonius I. Gratiadei
- 38. 1491–1501 Leonhard von Stainach
- 39. 1501–1507 Michael Kollin
- 40. 1508–1536 Christoph von Rauber, Kommendatarabt, zugleich Bischof von Laibach und Seckau
- 41. 1536–1545 Amandus Huenerwolf
- 42. 1545–1568 Valentin Abel
- 43. 1568–1579 Laurentius Lombardo
- 44. 1579–1581 Polydor von Montagnana, Administrator
- 45. 1581–1614 Johannes IV. Hofmann
- 46. 1615–1628 Matthias Preininger
- 47. 1628–1659 Urban Weber
- 48. 1659–1675 Raimund Freiherr von Rehling
- 49. 1675–1696 Adalbert Heuffler von Rasen und Hohenbühel
- 50. 1696–1702 Gottfried III. Gold von Lampoding
- 51. 1702–1707 Marian Lendlmayr von Lendenfeld
- 52. 1707–1718 Anselm Lürzer von Zechenthal
- 53. 1718–1751 Antonius II. von Mainersberg
- 54. 1751–1779 Matthäus Offner
- 55. 1779–1787 Columban von Wieland
- 56. 1788–1818 Gotthard Kuglmayr
- 57. 1818–1822 Abundus Kuntschak, Administrator, Abt von Rein
- 58. 1823–1861 Benno Kreil, Administrator, ab 1839 Abt
- 59. 1861–1868 Karlmann Hieber, Administrator, ab 1863 Abt
- 60. 1869–1886 Zeno Müller
- 61. 1886–1890 Guido Schenzl, Administrator, 1890 Abt
- 62. 1890–1907 Kajetan Hoffmann, Administrator, ab 1891 Abt
- 63. 1907–1953 Oswin Schlammadinger, seit 1935 in Ruhestand
- 64. 1935–1956 Bonifaz Zölß, Administrator, ab 1938 Koadjutor, ab 1953 Abt
- 65. 1956–1978 Koloman Holzinger
- 66. 1978–1996 Benedikt Schlömicher
- 67. 1996–2017 Bruno Hubl
- 68. seit 2017 Gerhard Hafner